# Вінг-командер
Вінг-командер (англ. Wing commander, Wg Cdr командир крила) — військове звання Королівських повітряних сил Великої Британії, а також держав які використовують британську систему військових звань (Австралія, Нова Зеландія, Пакистан та інші).  З’явилося у 1919 році, при заснуванні ВПС. За класифікацією держав членів НАТО належить до рангу OF-4. 
У Великій Британії де ВПС окремий вид збройних сил, наряду з сухопутними силами і військово-морськими силами, кожен з видів збройних сил має свої особливі військові звання. Вінг-командер відповідає  підполковнику у сухопутних силах і морській піхоті, та командеру у ВМС. 
Вінг-командер старше за званням від сквадрон-лідера, та нижче від груп-кептена.

## Історія

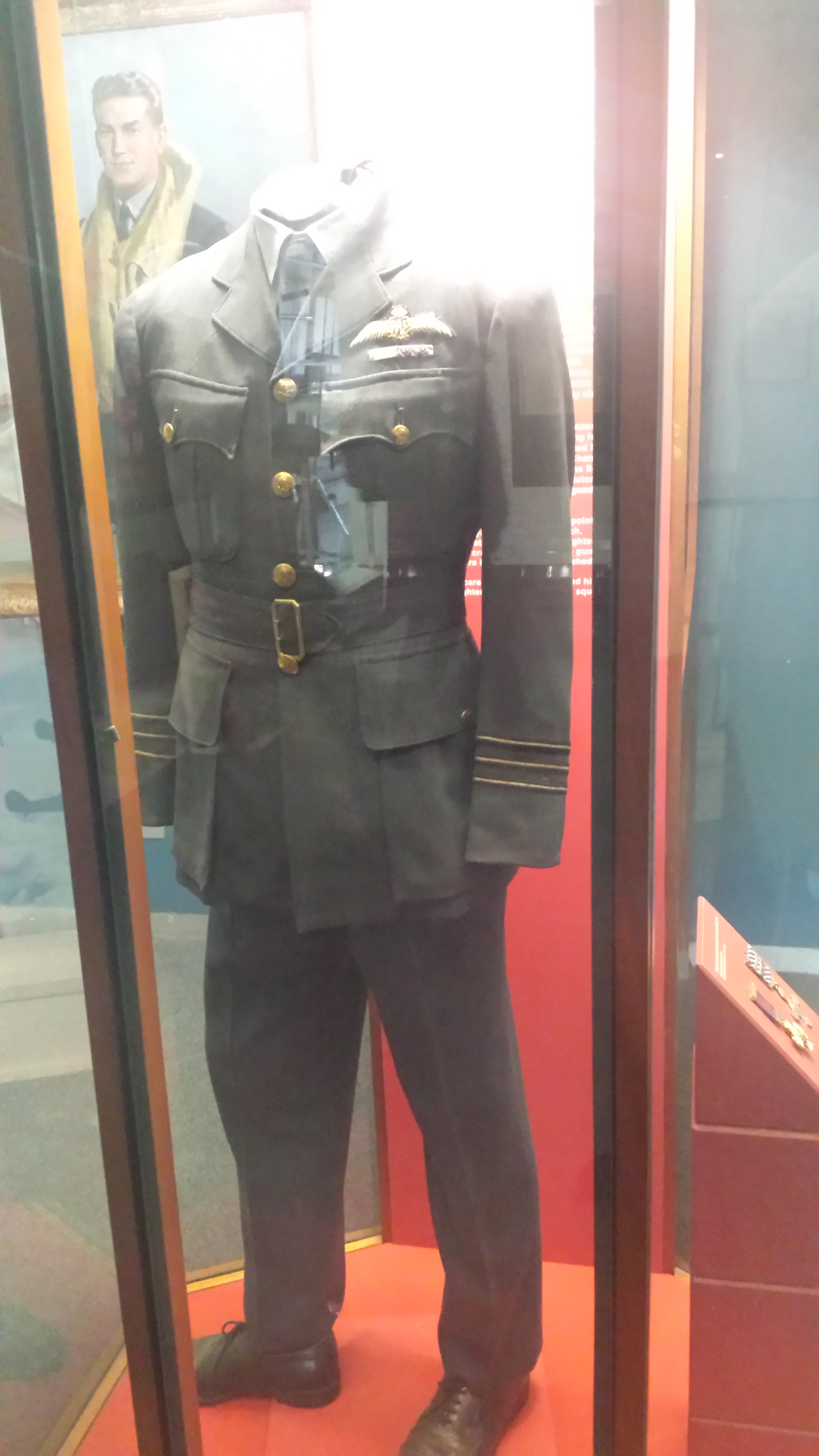
Однострій аса Другої світової війни, вінг-командера Королівських повітряних сил Брендана «Педді» Фінукейна

Королівські повітряні сили (RAF)  ведуть свою історію з початку офіційного формування 1 квітня 1918 року. Через рік після заснування нового виду збройних сил була затверджена нова система ієрархії власного зразка. 
З 1 квітня 1918 по 31 липня 1919 у Королівських ВПС існувало звання підполковник. Знаками розрізнення підполковника ВПС були три смужки на рукаві, як у командера флоту, але з орлом та короною над смужками . З 1919 року у Королівських повітряних силах вводяться власні військові звання, підполковник авіації стає вінг-командером .

## Знаки розрізнення
В Королівських ВПС існують свої знаки розрізнення не пов’язані зі знаками розрізнення Сухопутних сил і побудовані на комбінації стрічок різної ширини які схожі на знаки розрізнення Військово-морського флоту.
Знаками розрізнення вінг-командера є три стрічки середнього розміру розміщенні на погоні  чи рукаві.
Авіація Військово-морських сил використовує знаки розрізнення як і інші військовослужбовці ВМС (з додаванням емблеми авіації над стрічками).

## У мистецтві

### Кінематограф
- В американському військовому фільмі-трилері 2016, року режисера Роберта Земекіса, «Шпигуни-союзники», головний герой Макс Ватан, у виконанні Бреда Пітта, має звання вінг-конандера Повітряних сил Канади. В українському дубляжі, звання Макса Ватана «командир ескадрильї». [3]